# 前川善裕
前川 善裕（まえかわ よしひろ、1952年4月29日）は、昭和期の社会人野球選手（外野手）である。

## 来歴
千葉県出身。東葛飾高では投手として活躍。1968年秋季関東大会県予選では安房農に延長12回敗退するが、参考記録ながら23奪三振を達成。これは現在でも千葉県高校野球連盟記録となっている。1年生ながら同年12月には千葉県高校選抜チームのフィリピン遠征に参加。東葛飾高は進学校で強豪とは言えず、前川のワンマンチームという色彩が強かった。1970年夏の甲子園県予選では準々決勝まで進出するも、一宮商に0-5で敗退。その実績もあり、前川は知人の紹介で早稲田大学のセレクションを受験し合格。
早稲田大学第二文学部に進学はしたものの、甲子園に出場したメンバーばかりに圧倒され、入学するとすぐに外野手に転向することを決意。このコンバートが結果的に成功し、東京六大学野球リーグでベストナインを3回受賞する強打者に成長した。1973年春季、1974年春季リーグで優勝。1974年の全日本大学野球選手権大会では、決勝で駒大を降し優勝。同年の第3回日米大学野球選手権大会日本代表にも選出された。リーグ通算74試合出場、254打数77安打、打率.303、8本塁打、42打点。大学の1年上に楠城徹、鈴木治彦、鍛治舎巧、同期には矢野暢生、佐藤守両投手がいる。
早稲田大学第二文学部卒業時にはプロ入りの話もあったが、結局ドラフトでは指名されず、1975年に川崎市の日本鋼管に入社。1年目から都市対抗に中心打者として出場する。1回戦で三菱重工長崎の藤沢公也（日鉱佐賀関から補強）から本塁打を放つなど活躍するが、準々決勝では丸善石油の落合登、古賀正明の継投に抑えられ敗退。しかしその長打力が評価され、第2回インターコンチネンタルカップ日本代表に選出され、同大会のMVPを獲得した。同年から2年連続で社会人ベストナイン（外野手）にも選出されている。
1976年の都市対抗では四番打者として活躍。梶間健一、前保洋らの好投もあり、決勝で北海道拓殖銀行を破り優勝。1976年オフのドラフトでロッテからドラフト2位指名を受けたが、これを拒否した。その後も1978年、1984年の都市対抗でチームの準優勝に貢献。日本鋼管の「四番打者、右翼手（中堅手）」を守り続けた前川はいつしか「ミスター社会人」と呼ばれるようになった。国際試合では上述のインターコンチネンタルカップに4回、アマチュア野球世界選手権に2回、日本代表として出場している。
前川は日本鋼管で11年プレーし引退、現在は日本鋼管から名称を変えたNKKが合併してできたJFEスチールより出向した配管資材専門商社の取締役専務まで務め上げその後、テント倉庫を扱う専門会社「㈱もちひこ」に転職し在職中。

## 主な記録・表彰
- 東京六大学ベストナイン 外野手部門3回（1972年秋、1973年秋、1974年秋）
- 第2回インターコンチネンタルカップ最優秀選手賞（1975年）
- 社会人ベストナイン 外野手部門3回（1975年、1976年、1984年）
- 第55回都市対抗野球大会久慈賞（敢闘賞）（1984年）
- 第40回JABA東京スポニチ大会最優秀選手賞（1985年）

## 関連記事
- IBAFインターコンチネンタルカップ
- 社会人ベストナイン
- 都市対抗野球